# Tocats de lletra
Tocats de lletra és un festival literari que des del 2006 se celebra anualment a Manresa, al mes d'octubre. Està organitzat conjuntament per l'Ajuntament de Manresa, el Gremi de Llibreters de Catalunya, Òmnium Cultural Bages-Moianés i entitats de la ciutat vinculades a l’àmbit cultural i literari.
Amb l'objectiu d'apropar la poesia a tots els públics, el festival ofereix propostes de diferents formats artístics, des de recitals i espectacles de poesia, fins a presentació de llibres, vermuts poètics, art, cinema, musica o teatre. Està centrat en la literatura i poesia en llengua catalana però cada any convida poetes d'altres països per establir relacions.
Cada edició està focalitzada en un lema o valor concret, que articula la programació. Així, el 2018 va fer seu el lema de Manresa com a Capital de la Cultura Catalana i va establir ponts amb altres territoris de parla catalana. L'any 2019 les consignes van ser "compromís i radicalitat", el 2020 "ciutats" i el 2021 va reivindicar la fragilitat.
Des de l'any 2020, i a causa de l'epidèmia de la Covid-19, les activitats s'ofereixen també virtualment en streaming.